# 锆
鋯，是一種化學元素，化學符號为Zr，原子序數为40，原子量為91.224 u。鋯的原文名稱zirconium來自鋯石，為鋯元素的主要來源。鋯石的字源來自波斯語：زرگون（zargun），字面意思為「似金」。這是一種銀白色、堅硬且帶有光澤的過渡金屬，性質與同族的鉿極為相似，與鈦的相似性稍低。
鋯主要作為耐熱劑與遮光劑，而少量的鋯則基於它的高度抗腐蝕性被用作合金用劑。鋯可以形成多種不同的無機化合物和有機金屬化學，如二氧化鋯及二氯二茂锆等。大自然中存在五種鋯的同位素，其中三種能夠穩定存在。鋯的化合物在生物體內沒有已知的功用。

## 字源
锆的名稱來自鋯石（德語：Zirkon），鋯石的字源來自波斯語：‎（zargun），字面意思為「金色之光」。

## 發現
1787年，利用來自斯里蘭卡的黃鋯石，馬丁·克拉普羅特抽取出一種新的氧化物，根據鋯石的名稱，命名為德語：。1824年貝采利烏斯用金屬鉀，還原該氧化物，分離出鋯金屬。

## 特性
鋯在室溫時為具延展性、有光泽的灰白色金屬，但在純度較低時則硬且易碎的。粉末狀時極易燃，固體則不是。鋯對於酸、鹼、鹽水及其他物質具有高度的抗腐蝕性，但會溶解於盐酸和硫酸，尤其是當氟存在時。鋯與鋅的合金在低於35K（-238 °C，-396.67 °F）時具有磁性。
鋯的熔點與沸點分別為1,855 °C（3,371 °F）與4,371 °C（7,900 °F）。鋯的电负度為1.33，在d區元素裡排名倒數第五，在鉿、釔、鑭和錒之前。室溫時鋯呈六方最密堆積的結晶，稱為α-鋯；而在攝氏863°時則會轉變為體心立方結晶的β-鋯。鋯會處於β-鋯狀態直到溫度上升至熔點。

## 同位素
自然界中存在五種鋯的同位素，其中鋯90、鋯91、鋯92和鋯94是穩定的，雖然鋯94預測將會以多於1.10×1017年的半衰期進行雙貝他衰變，但目前在實驗中並未觀測到此變化。鋯96的半衰期為2.4×1019年，是鋯最長壽的放射性同位素。鋯90是鋯的同位素中最為常見的，佔51.45%；鋯96的含量最少，只佔2.80%。
目前已合成出28種鋯的人工同位素，原子量從78到110。 锆-93的半衰期為1.35×106年，為最長壽的人工同位素。最重的人工鋯同位素鋯110則具有最強的放射性，半衰期約為30毫秒。質量數大於等於93的放射性同位素以電子發射衰變，而質量數小於等於89的放射性同位素則以正子發射衰變。唯一的例外是鋯88，以電子捕獲衰變。另有五種鋯的同位素（鋯83m、鋯85m、鋯89m、鋯90m1、鋯90m2和鋯91m）以核同質異能素存在。其中，鋯90m2的半衰期最短，只有131奈秒，鋯89m最長，有4.161分鐘。

## 礦藏
鋯在地殼中每公斤約有130毫克的含量，海水 中則每升約含有0.026微克。自然中找不到鋯的天然金屬，反映其對水的不穩定性。鋯的主要商品來源為鋯石（ZrSiO4），一種主要出產於澳洲、巴西、印度、俄羅斯、南美洲和美國的矽酸鹽礦物 ，在世界各地也有少量分佈。根據2013年的資料顯示，三分之二的鋯石開採來自澳洲和南美洲。
全球鋯石含量約有六千萬公噸 ，而每年生產約九十萬噸。鋯元素也出現在其他140種礦物中，包括具商業價值的礦物如斜鋯石和kosnarite。
鋯元素在S-型星中的含量相對豐富，且在太陽及隕石中皆可檢測出。數次阿波羅任務所帶回的月球岩石樣本含有相對於地球岩石較高的氧化鋯含量。

## 用途
锆不易腐蚀，主要在核子反应堆用作燃料棒的護套材料，以及用作抗腐蚀的合金。由于锆的中子截面积非常小，中子几乎可以完全透过锆，因此锆合金在核裂变反应堆中可以作为核燃料的包覆管结构材料，如锆2和锆4合金。唯一的壞處是到攝氏1260度以上時會跟水蒸汽反應產生氫氣，造成氫爆。
鋯也用在X光繞射儀器，當使用的為鉬靶時，則利用鋯以過濾其他不需要的頻率。
在有机化学，锆是过渡金属参与的有机合成方法学研究中比较新颖的一种金属，锆可以和碳形成五元环或者六元环，然后被其他基团进攻而离去，从而构筑有机物的骨架。利用锆化学的方法可以合成很多新奇的化合物，比如中國科學院上海有机所刘元红研究组曾经通过锆化学的方法合成和分离出连五烯结构的化合物立方氧化锆莫氏硬度可达8.5。
鋯合金常用於金屬之切割，白色的二氧化鋯為陶瓷刀的主要成分，非常硬，但不耐摔，一摔即碎。

## 外部連結
- 元素锆在洛斯阿拉莫斯国家实验室的介紹（英文）
- —— 锆（英文）
- 元素锆在The Periodic Table of Videos（諾丁漢大學）的介紹（英文）
- 元素锆在Peter van der Krogt elements site的介紹（英文）
- WebElements.com – 锆（英文）